# Aleksanteri Saarvala
Aleksanteri Saarvala (ur. 9 kwietnia 1914 w Wyborgu, zm. 7 października 1989 w Toronto) – fiński gimnastyk, medalista olimpijski z Berlina i Londynu.